# Lophochernes alter
Lophochernes alter är en spindeldjursart som beskrevs av Beier 1951. Lophochernes alter ingår i släktet Lophochernes och familjen tvåögonklokrypare. Inga underarter finns listade i Catalogue of Life.